# Парапет
Парапе́т (фр. parapet, итал. parapetto, от parare — защищать и petto — грудь):

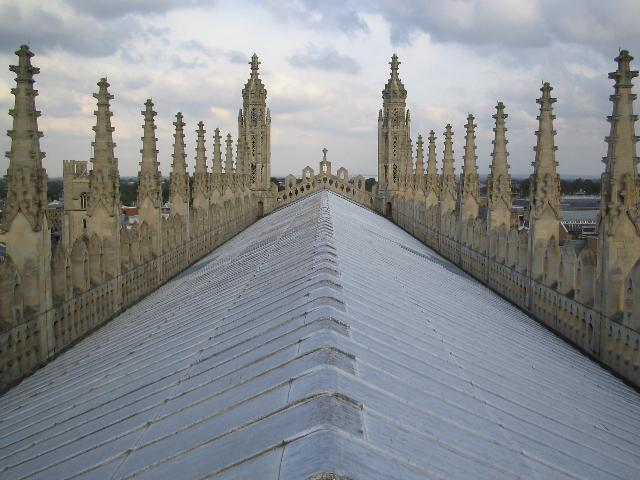
Парапет на крыше часовни Королевского колледжа

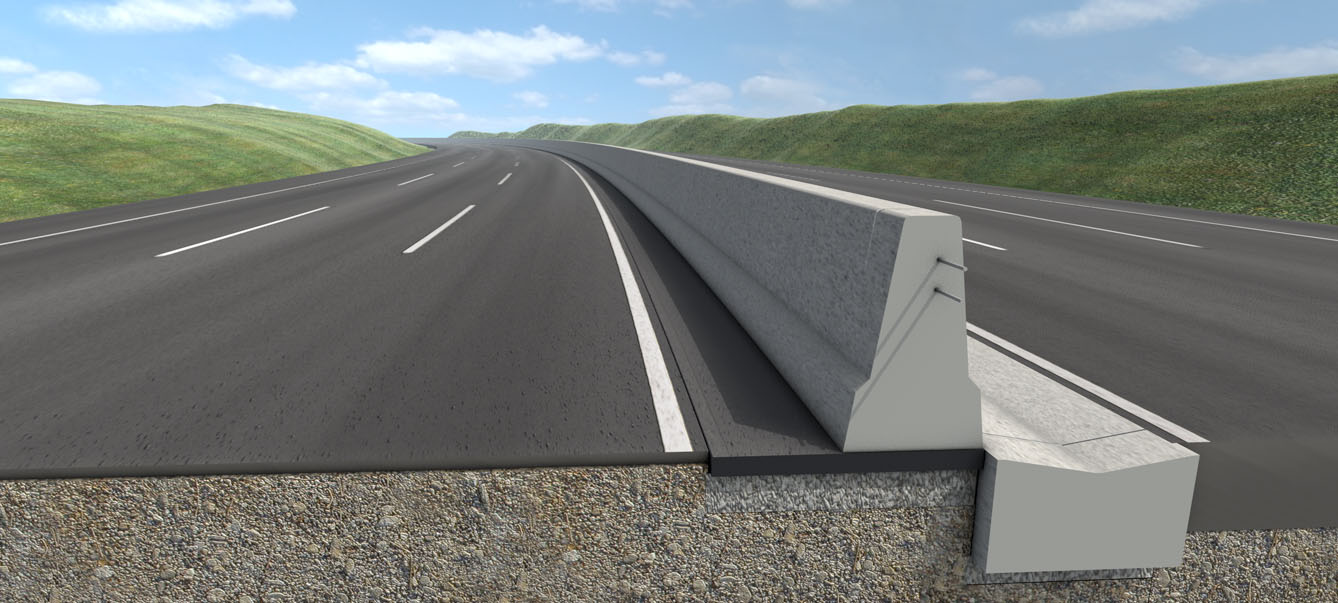
Железобетонное парапетное ограждение на разделительной полосе автодороги

1. Ограда (невысокая стенка), перила вдоль чего-либо, загородка, предохраняющая от падения.[1]
2. Невысокая стенка, ограждающая кровлю здания, террасу, балкон, набережную, мост и тому подобное. Парапет часто служит постаментом для декоративных ваз и статуй.
3. Ограждение на автомобильной дороге, где предусмотрено разделение полос движения (автомагистраль, скоростная дорога и так далее). При этом парапет может быть выполнен из металла (чаще всего — из стали) или железобетона. Парапет устанавливается между полосами для движения (на разделительной полосе). Также может быть установлен и на обочине (в зависимости от места прохождения дороги). То же, что барьерное ограждение.
4. Стенка, располагаемая на гребне плотины, мола, дамбы и тому подобном, и защищающая его от размыва волнами. Парапетом называется также стенка, устраиваемая в судоходных шлюзах для ограждения территории, примыкающей к камере.
5. То же, что и бруствер.

Парапет не может иметь балясины.